# Satan
För andra betydelser, se Satan (olika betydelser).

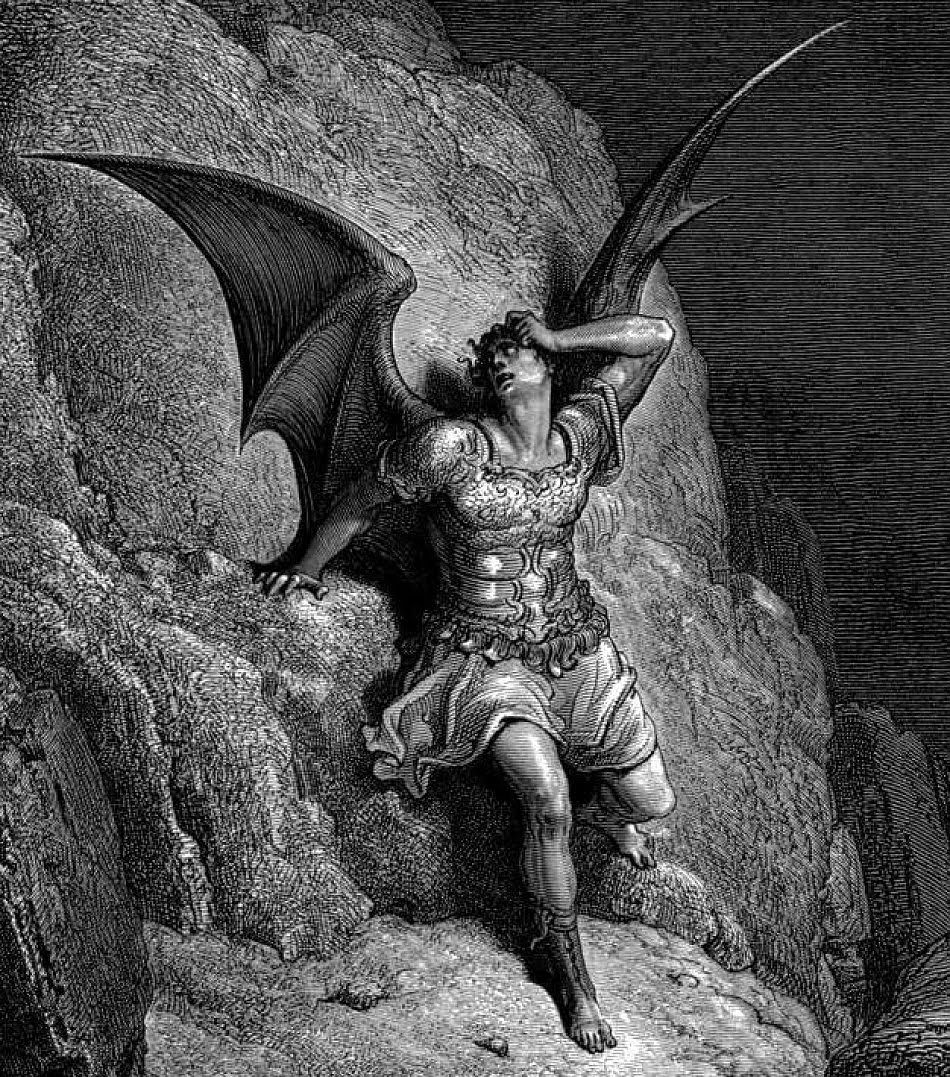
Satan porträtterad av Gustave Doré i John Miltons Det förlorade paradiset.

Satan, även Den lede, Den onde, Djävulen, Hin onde, Fan, Beelzebub, Lucifer, är enligt abrahamitiska religioner det ondas furste i tillvaron. Då andemakterna tänks såsom farliga övermänskliga väsen, finns alltid möjligheten för att de skall bli uppfattade som företrädesvis goda eller onda makter. All folktro känner andar, som är mer fruktade än vänliga.

## Satan i kristendomen

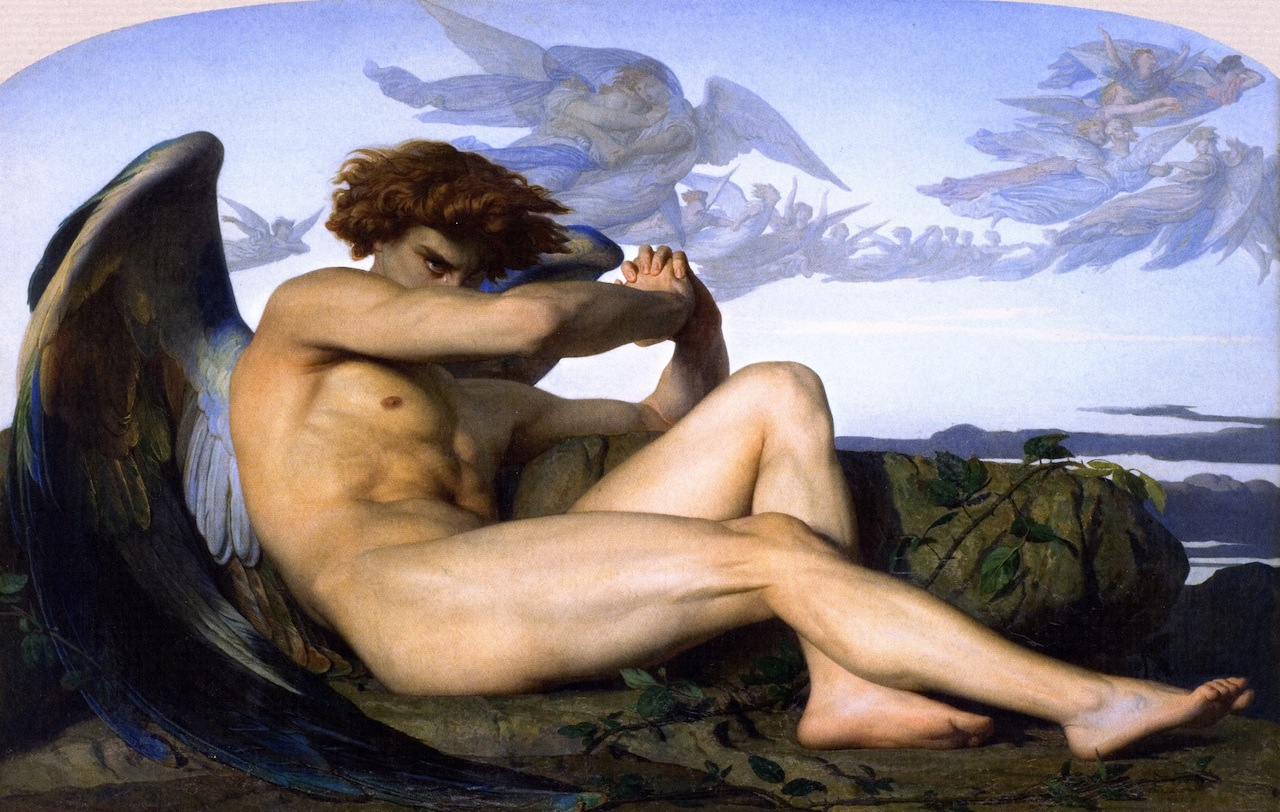
Tavlan Den fallna ängeln målad av Alexandre Cabanel 1847 som porträtterar Satan.

Huvudfåran inom kristendomen anser, utifrån en tolkning av de heliga hebreiska Skrifterna, att Satan är jämställd med djävulen. För de flesta kristna tros han vara en ängel som gjorde uppror mot Gud och den som talade genom ormen och förledde Eva till olydnad mot Guds befallning. Hans slutgiltiga mål är att leda människorna bort från Guds kärlek - att leda dem till att göra sådant som Gud motsätter sig. Satan har också identifierats med den som anklagar Job, den som frestar Jesus i evangelierna, laglöshetens kraft i Andra Thessalonikerbrevet 2:7 och draken i Uppenbarelseboken. Innan hans uppror var Satan en av de högsta änglarna och den "ljusaste på himlen". Hans stolthet och högmod anses vara ett skäl till varför han inte böjde sig för Gud och Hans vilja som alla andra änglar gjorde, utan själv sökte regera i himlen. Tron att Satan en gång var en stolt ängel som gjorde uppror mot Gud finns dock inte explicit uttryckt i Bibeln utan baseras snarare främst på slutsatser (till exempel Hesekiel 28). Satan brukar kallas "demonernas härskare", "den här världens härskare" och "denna världens gud". Uppenbarelseboken beskriver hur Satan kommer att kastas ner från himlen till jorden och föra krig mot "de som lyder Guds bud och tror på vittnesbördet om Jesus". Slutligen kastas Satan i sjön som brinner av eld och svavel, inte som härskare, utan som en bland många, och blir plågad var evig dag och natt.
Det övergripande temat i Nya Testamentet är att Satan frestar och förleder mänskligheten i synd för att hindra dem från att följa Gud. I annan, icke-traditionell, kristen tro (till exempel hos Kristadelfianerna) hänvisar inte ordet "Satan" i Bibeln till ett övernaturligt, personligt väsende utan till vilken "motståndare" som helst och avser bildligt människans synd och frestelser.

## Satan i judendomen
Satan (hebreiska: הַשָׂטָן, ha-Satan ("motståndaren", "anklagaren"); arabiska: الشيطان, ash-shayataan ("åklagaren") är ett ord som härstammar från den semitiska roten śṭn och som betyder "att vara fientlig" eller "att anklaga".

### I den hebreiska Bibeln
I Jobs bok (Iyov) är ha-satan ("anklagaren") namnet på en ängel underkastad Gud. Inom judendomen gör ha-satan inte något ont, utan påpekar människornas onda böjelser och handlingar för Gud. Ha-satan har ingen makt om inte människorna gör onda saker. Efter att Gud framhäver Job som den mest rättrådiga människan på jorden ber ha-satan om tillstånd att pröva Jobs tro. Job blir med Guds tillåtelse berövad sina tillgångar, hans tio barn dödas och han själv drabbas av varbölder över hela kroppen. Job vägrar ändå förbanna Gud och bevisar då sin rättrådighet mot Gud och stod emot Ha-Satans prov. Slutligen återupprättar Gud Job och han får dubbelt så mycket boskap som tidigare, samt tio nya barn som kompensation för de tio som dött.
I Toran nämns satan bara två gånger, båda gångerna i berättelsen om Bileam och hans åsna i Fjärde Moseboken (Bamidbar) kapitel 22–24. Herrens ängel identifieras som en motståndare eller ett fysiskt hinder för Bileam och hans resa i Fjärde Moseboken 22:22. Senare i Fjärde Moseboken 22:32 identifierar Herrens ängel sig genom att säga sig vara en motståndare och använder återigen termen satan.
I Första Krönikeboken (Divrei Hayyamim) 21:1 provocerar satan David att förstöra Israel.

### I Apokryferna
Apokryferna är religiösa skrifter som inte godkänns som religiösa texter i judendomen och många moderna protestantiska riktningar av kristendomen. Dessa verk bär vanligtvis namnen på gamla hebreiska stormän i syfte att fastställa deras giltighet bland de verkliga författarnas samtida. 
I Vishetens bok förklaras att döden kom in i världen genom djävulens avund. Andra Henoksboken, även kallad slaviska Henoksboken, innehåller hänvisningar till en väktarängel ("egregore") med namnet Satanael. Andra Henoksboken är en pseudepigrafisk text vars tidpunkt för tillkomst och författarskap är okänt. Texten beskriver Satanael som en fallen ängel och en ond ande som visste skillnaden mellan vad som är "rättfärdigt" och vad som är "syndigt". Första Henoksboken innehåller hänvisningar till Satariel (som tros vara densamme som Sataniel eller Satanael). Hans namn är likt de andra änglarnas namn - Mikael, Rafael, Uriel och Gabriel. 
I Tredje Baruksboken benämns Samael (eller Sammael) som den som planterar kunskapens träd, vilket sedermera blir anledningen till att han kastas ut ur paradiset.

### I Talmud
Talmud nämner Satan på många ställen. På alla dessa skriftställen är Satan underkastad Gud och har ingen självständig existens. Ibland identifieras Satan med olika demoner, såsom Asmodeus. Ibland finns det även en viss sympati för honom. I en kommentar till Jobs bok uttrycker rabbinerna sympati att hans uppgift var att "bryta fatet men inte spilla vinet".
I den kabbalistiska litteraturen och dess derivat, chassidisk litteratur, ses Satan som en av Guds åklagare, vars uppgift är att locka människan till synd och sedan vända och anklaga syndaren. En ytterligare förståelse av Satan kommer från en liknelse där en prostituerad blir anställd av kungen (Gud) att fresta hans son (en jude). Den prostituerade måste göra det bästa hon kan för att fresta sonen, men innerst inne hoppas hon att sonen kommer att klara provet. På samma sätt ser den kabbalistiska och chassidiska traditionen på Satan; hans uppgift är att fresta oss så gott han kan och vända och anklaga oss, men innerst inne är hans önskan att vi ska stå emot hans frestelser.

## Satan i islam
Shayṭān (arabiska: شيطان) är det ord som används inom islam för att hänvisa till Satan, eller djävulen. Shayṭān (från roten šṭn, شط⁬ن) är ett adjektiv som betyder "vilse" eller "avlägsen" och kan både användas om människor ("al-ins", الإنس) och djinner. Iblis (arabiskt uttal: [ˈibliːs]) är namnet på djävulen som nämns i Koranen i samband med skapelseberättelsen. Ordet kan härledas från den arabiska verbroten balasa بَلَسَ, med betydelsen "han misströstade"; därför skulle namnets språkliga mening kunna vara "han/det som orsakar misströstan".
Enligt Koranen vägrade Iblis att lyda Guds befallning att böja sig för Adam och blev följaktligen utkastad från himlen och gavs anstånd fram till Domedagen. När Gud befallde alla änglarna att böja sig för den första människan vägrade Iblis, som var fylld av övermod och avund, att lyda (han kunde välja att lyda eller inte, eftersom han som djinn hade fri vilja) då han såg Adam som underlägsen honom själv i Skapelsen eftersom Adam skapades av lera och Iblis genom "eld utan rök".
"Vi har skapat er och sedan format er; därefter sade Vi till änglarna: "Fall ned på era ansikten inför Adam!" Och de föll ned inför honom, [alla] utom Iblis; han hörde inte till dem som föll ned på sina ansikten. [Gud] sade: "Vad hindrade dig från att falla ned på ditt ansikte [inför Adam] såsom Jag befallde dig?" [Iblis] svarade: "Jag är bättre än han; mig har Du skapat av eld utan rök, men honom skapade Du av lera."
– Koranen 7:11-12.
Det var efter denna händelse som Iblis fick namnet Shayṭān. Shayṭān hävdar att om han ges anstånd till den dag då de döda skall återuppväckas (Domedagen) ska han lägga sig i bakhåll för de längs Guds raka väg och ansätta dem framifrån och bakifrån, från höger och från vänster. Han hävdar att Gud kommer att finna de flesta av människorna otacksamma. Gud accepterar Iblis anspråk och garanterar vedergällning för Iblis och hans anhängare i form av helvetet. Shayṭān sänds till jorden tillsammans med Adam och Eva och förleder dem där till att äta av frukten från det förbjudna trädet.

## I andra religioner

### Jezidism
Ett av namnen på den viktigaste gudomen inom jezidismen, Malek Taus, är shaitan. Jezidism är dock inte detsamma som satanism utan kan bättre förstås som en kvarleva av en förislamsk forniransk religion under starkt inflytande av en mindre sufisk rörelse grundad av Shaykh Adi. Sambandet med Satan, som ursprungligen gjordes av muslimska utomstående, väckte intresse hos europeiska resenärer och esoteriska författare på 1900-talet.

### Bahá'í
Inom bahá'í-rörelsen betraktas "Satan" inte som en självständig ond makt som inom vissa andra religioner, utan står för den grundläggande naturen hos människorna. `Abdu'l-Bahá förklarade: "Denna lägre natur i människan symboliseras av Satan - det onda jaget inom oss, inte en ond personlighet utanför."

### Satanism
Satanistiska grupper har olika åsikter om Satan, från övertygelsen om att han existerar och borde dyrkas (teistisk satanism), till Anton Szandor LaVeys symboliska tolkning som betonar den enskildas vilja och strävan efter tillfredsställelse.
Många av de "satanistiska" lärorna kommer inte ursprungligen från faktiska satanister, utan från kristna. Den mest kända borde vara den medeltida folksägnen och teologin rörande demoner och häxor. Ett senare exempel är det så kallade "satanic ritual abuse" från 1980-talet och Michelle Remembers memoarer, där satanismen skildras som en ogrundad konspiration av djävulsdyrkare som bland annat infiltrerar samhället, kontrollerar världen, kidnappar spädbarn och offrar människor.